# Marengo (commune de Chemilly)
Pour l’article ayant un titre homophone, voir Marengo.
Marengo est un lieu-dit de la commune de Chemilly, situé à dix kilomètres au sud de Moulins, dans le département de l'Allier.
Le lieu-dit porte ce nom depuis l'arrêt, par suite d'une panne, du camion transportant la fontaine Desaix qui rend hommage au héros de Marengo.

## Historique

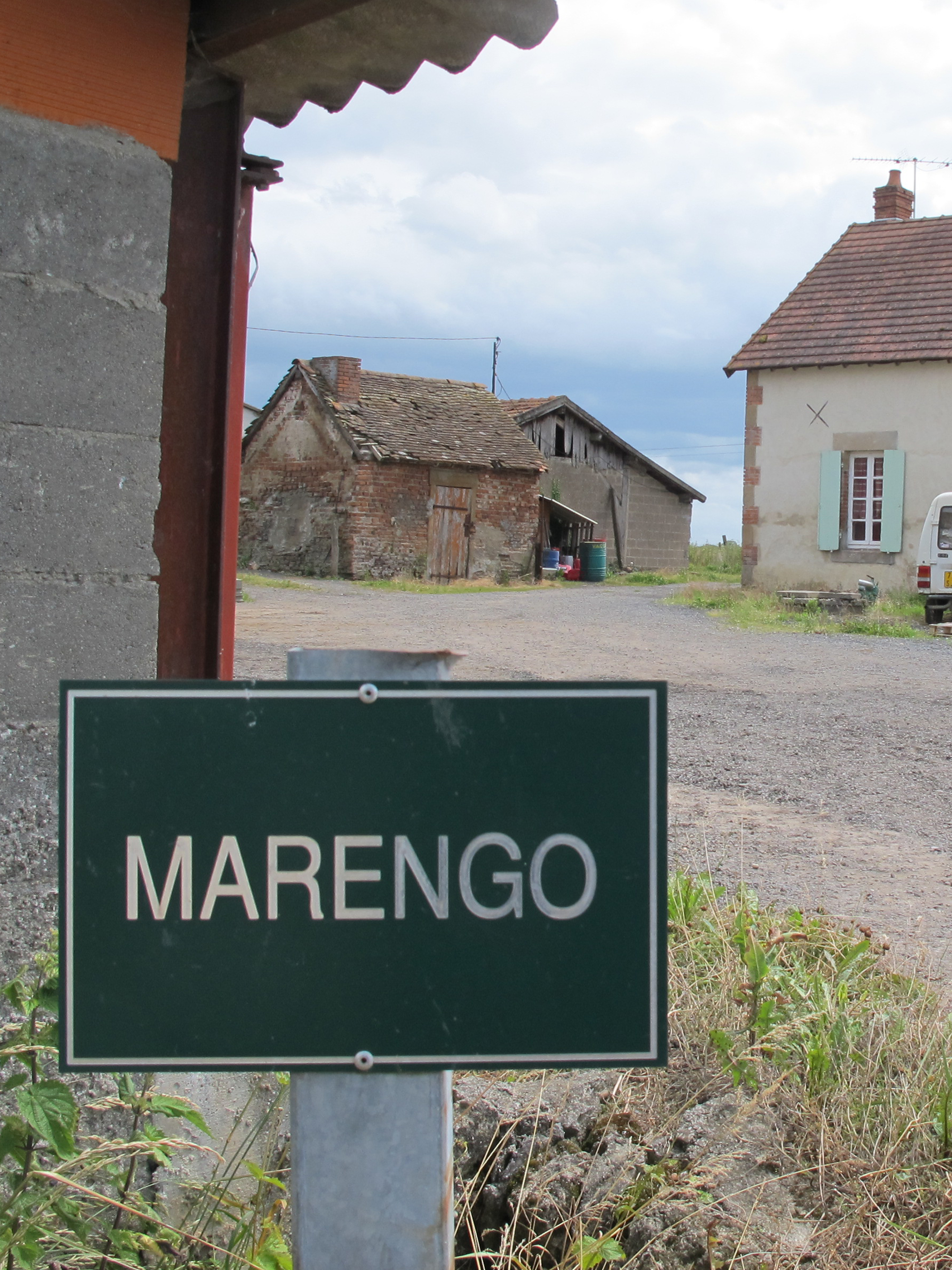
La ferme de Marengo

En 1803, une fontaine est élevée sur la place Dauphine à Paris pour rendre hommage au général Desaix (1768-1800).
En raison de son état dégradé, cette œuvre est retirée de l'espace public en 1874.
Étienne Clémentel, homme politique influent, ministre des colonies et maire de Riom, obtient de la municipalité de Paris le don de la fontaine pour orner sa ville.
Au début du XXe siècle, la Société des Usines Prunel de Puteaux met au point un des premiers camions automobiles capables de rallier de grandes distances ; c'est elle qui est choisie pour transporter le groupe monumental et le bronze de la fontaine, de Paris à Riom, en avril 1906.
Contraint à l'arrêt lors d'une panne du camion, l'impressionnant monument Desaix passe une nuit à la belle étoile près de la ferme bourbonnaise dont le lieu-dit porte depuis le nom de « Marengo ».

Le camion transportant la fontaine et tombé en panne à « Marengo »

## Source
- Louis Charles Antoine Desaix, général - Catalogue de l'exposition, musée des Beaux-Arts de Clermont-Ferrand, Clermont-Ferrand, 1983, p. 48.